# سیمیون آلتشولر
سیمیون الکساندروویچ آلتشولر (روسی: Семён Александрович Альтшулер؛ زاده ۲۴ سپتامبر ۱۹۱۱ درگذشته ۲۴ ژانویهٔ ۱۹۸۳) یک فیزیک‌دان و مخترع اهل روسیه بود که در زمینه طیف‌بینی فعالیت داشت.

## زندگی‌نامه
آلتشولر در سال ۱۹۱۱ میلادی در ویتزک (به انگلیسی: Vitebsk) که در حال حاضر شهری در بلاروس (به انگلیسی: Belarus) در نزدیکی مرز روسیه می‌باشد قرار دارد. او مدرسه را در نیژنی نوفگورود تمام کرد و سپس به کازان مهاجرت کرد و بیشتر زندگی خود را در آن‌جا بود. در سال [۱۹۲۸ میلادی] او از دانشکده فیزیک دانشگاه کازان پذیرش گرفت به این منظور که بتواند فیزیک محض بخواند. او در سال [۱۹۳۲ میلادی] فارغ‌التحصیل شد و بورسیه برای مقطع ارشد گرفت. او سپس به موسکو منتقل شد که با ایگور تام که نویسنده کتاب‌های برق و الکترومغناطیس بود همکاری کند. آلتشولر او را بسیار می‌ستود. او و ایگور در سال [۱۹۳۴ میلادی] مقاله مشهور خود را به چاپ رساندند که در آن وجود لحظات مغناطیسی نوترون‌ها را پیش‌بینی کرد و علامت و مقدار آن را به درستی تخمین زده بود. ایده آنها بسیار عجیب بود که حتی نیل بور که در سال ۱۹۳۴ از موسکو دیدن کرد نتوانست آن را بپذیرد.